# Zucchero
Adelmo Fornaciari, más conocido por su nombre artístico Zucchero o Zucchero Fornaciari (Reggio Emilia, Emilia-Romaña, Italia, 25 de septiembre de 1955), es un cantante y músico italiano. Su pseudónimo significa "azúcar" en idioma italiano, y le fue dado durante su niñez por parte de una de sus profesoras.

## Desarrollo artístico
Las primeras nociones se las enseñó un estudiante afroamericano que frecuentó la facultad de veterinaria de Bolonia. Aprendió a tocar a los Beatles, Bob Dylan y los Rolling Stones. En 1968 la familia se trasladó por trabajo a la Versilia (en Forte dei Marmi) y el joven se vio obligado a cambiar amigos, costumbres, gafas, sombrero y número de la seguridad social, lo que le causó un trauma severo y una depresión terrible. Así, se volcó en la música y se ha familiarizado con el rhythm'n'blues y la música del delta del Misisipi. 
Fundó "Le nuove luci", un grupo de jóvenes músicos como él, con en cual empezó a tocar en las salas de baile de la zona. Cursó estudios en el Instituto técnico industrial de Carrara y, luego, se matriculó en la Facultad de veterinaria. Pero no terminó los estudios. Vive de la música. 
Estuvo de gira con Sugar y Daniel (Daniel es el cantante del grupo, mientras Zucchero toca la guitarra y el saxofón) desde 1976 hasta 1980, cuando formó los Sugar y Candies, grupo para el que empezó a escribir canciones.
A pesar de que su verdadero amor es el blues, cuando escribe canciones para otros, se esfuerza en seguir la música italiana, aun cuando los oídos encasillados en códigos cerrados no suelan considerarla de la misma calidad. 
Fred Bongusto, un campeón de atmósferas románticas para el cual escribió "Me miraste mal", lo animó a seguir esa dirección; también escribió para un joven representante del género melódico, Michele Pecora. Pero este último, con "Te ne vai", obtuvo un gran éxito veraniego y ello catapultó a Zucchero a la canción comercial. 
En 1981 Gianni Ravera, fascinado por el timbre de su voz, lo animó a participar en el Festival de Castrocaro como intérprete. Zucchero ganó, obtuvo un contrato con la Polygram y el año siguiente participó en el Festival de San Remo. No logró un resultado fabuloso pero volvió otras veces y se contentó con unos resultados personales más bien mediocres. 
Su carrera como autor es más afortunada: escribió alguna canción de éxito para Stefano Sani y para Donatella Milani. 
En 1983 grabó finalmente su primer álbum, "Un po' di Zucchero", que no logró sobresalir. En 1984 escribió la canción "Non voglio mica la luna" ("Yo no te pido la luna") presentada por Marina Fiordaliso en el festival de San Remo. En 1985 su vida artística cambió cuando él y la Randy Jackson Band presentan la canción "Donne" en San Remo. Llegó al octavo puesto, pero la canción, un reggae que siguió una línea de gran moda entre los jóvenes, sorprende al público. No era un gran éxito comercial, pero el álbum "Zucchero & Randy Jackson Band" (Polydor) le permitió ganar la credibilidad que le faltaba y representó el punto de partida para una extraordinaria escalada personal. Desde entonces su éxito no ha parado. 
Con "Bluesugar" llegó a su noveno álbum, con ventas de récord ("Oro, Incenso & Birra" de 1989 ha sido el álbum más vendido en la historia de la canción italiana) y logró buenas posiciones en las listas de ventas del extranjero ("Senza una donna", grabada con Paul Young en 1991, alcanzó el cuarto puesto en la clasificación inglesa), con un género más bien original, fruto de una inédita contaminación entre música negra y melodía mediterránea, que lo ha hecho popular en el extranjero ante todo tipo de público
En abril de 1992 participó en el tributo a Freddie Mercury (también una campaña en la lucha contra el SIDA) cantando "Las Palabras De Amor". 
En octubre de ese mismo año se publicó "Miserere" editado en inglés e italiano. La canción que da título al álbum es un dueto con Luciano Pavarotti y es de destacar que la letra de esta canción en su versión en inglés es de Bono, el cantante de U2. En 1995 apareció "Spirito di Vino", grabado en Nueva Orleans y que recoge la esencia de la música de la zona del Misisipi.
En 1996 publicó un recopilatorio con sus mejores temas, que se colocó en lo más alto de las listas de ventas, con más de 3 millones de copias vendidas. En 1997, Zucchero actuó en el Carneggie Hall de Nueva York, donde participó en el Rainforest Benefit junto a artistas tan grandes como Sting, Elton John y Stevie Wonder.
A principios de 2001, Zucchero y Corrado Rustici colaboraron en la creación de un nuevo álbum, titulado "Shake". Este disco llevó incluida la canción "Baila (sexy thing)", que resultó ser el tema estrella del año en infinidad de países. Para "Shake", Zucchero contó con la colaboración de John Lee Hooker en uno de los temas, lo que supuso uno de los últimos trabajos del maestro Hooker. 
En 2005 salió al mercado su álbum "Zu&Co", un disco de duetos en el que comparte protagonismo con artistas de la talla de Miles Davis, John Lee Hooker, Tom Jones, Sting, Ronan Keating, Cheb Mami, Dolores O'Riordan, Paul Young, Maná, Brian May y otros.
En 2006, salió a la venta "Fly", un álbum con canciones para todos los gustos. Temas para bailar como "Bacco Perbacco", "Cuba Libre" o "Pronto", y otras más tranquilas como "Occhi", "E' Delicato"...
También su hija Irene Fornaciari, una gran voz que ya ha destacado en los escenarios coprotagonizando, en Italia, la versión musical de "Los Diez Mandamientos", ha sacado al mercado recientemente "Vertigini in Fiore", con temas mayormente compuestos por su padre.

## Vida personal
Zucchero se ha casado dos veces. De su primer matrimonio con Angela Figliè tuvo dos hijas: Irene, también cantante, y Alice. De su segundo matrimonio con Francesca Mozer tuvo un hijo: Adelmo Blue. Desde 2000 vive en Casa Corvi, una aldea de Pontremoli, en la finca Lunisiana Soul, cuyo nombre deriva de la unión de los topónimos Lunigiana y Luisiana. Afirmó que sufrió depresión en el período comprendido entre los años 80 y 90. Desde octubre de 2013 es presidente de honor de Reggiana.

### Posturas políticas, religiosas y filosóficas
Durante las elecciones políticas de 2008 declaró que hacía veinte años que no votaba y que ni siquiera en esa ocasión lo habría hecho, afirmando que no se reconocía en ninguna alineación, que no le interesaba la política y que tenía sólo votó por uno o dos veces en su vida. A pesar de esta desvinculación, ha expresado reiteradamente su opinión sobre temas generales y ha participado en diversas iniciativas solidarias. Zucchero también se declara ruralista, defensor de los valores de la cultura campesina y ateo, aunque en su producción artística están presentes varios elementos espirituales.

## Méritos
Comendador de la Orden al Mérito de la República Italiana: fue condecorado con el cuarto honor civil más alto en Italia por el presidente de la república Carlo Azeglio Ciampi, el 6 de febrero de 2006.

## Discografía

### Álbumes
- 1983 - Un po' di Zucchero
- 1985 - Zucchero & Randy Jackson Band
- 1986 - Rispetto (1986).
- 1987 - Blue's
- 1987 - Blue's Edizione Natale
- 1988 - Snack Bar Budapest Original Movie Soundtrack
- 1989 - Oro incenso e birra
- 1990 - Zucchero
- 1990 - Zucchero EP
- 1991 - Live at the Kremlin
- 1992 - Miserere
- 1994 - Diamante
- 1995 - Spirito DiVino (Versión en Español para España, Latinoamérica y México)
- 1996 - Greatest Hits, recopilatorio.
- 1999 - Bluesugar (Versión en Español para España, Latinoamérica y México)
- 1999 - Overdose d'amore (The Ballads), recopilatorio.
- 2001 - Shake: Baila morena
- 2004 - Zucchero & Co.
- 2004 - Live At The Royal Albert Hall – London 6th May 2004
- 2006 - Fly
- 2007 - All the Best, recopilatorio.
- 2008 - Live in Italy
- 2010 - Chocabeck
- 2012 - La Sesión Cubana (Para España, Latinoamérica y México)
- 2013 - Una Rosa Blanca (Para España, Latinoamérica y México)
- 2014 - Zu & Co-All the Best (Night of the Proms Edition)
- 2016 - Black Cat
- 2016 - Black Cat Deluxe Edition
- 2017 - Wanted (The Best Collection)
- 2017 - Wanted (The Best Collection)Super Deluxe Edition 10 CD + 1 DVD + 1 45 giri
- 2019 - D.O.C
- 2021 - Discover
- 2024 - Discover II